# 14-й армейский корпус (Российская Федерация)
14-й армейский корпус (14 АК) — оперативно-тактическое объединение Сухопутных войск Российской Федерации.
Располагается на территории Мурманской области. Управление расположено в городе Мурманск.

## История
Корпус был сформирован в апреле 2017 года. Перед корпусом поставлено выполнение задач в арктической зоне.
Для действий в условиях заполярья личный состав арктических мотострелковых бригад проходит особую практику. Бойцы получают лыжную подготовку, готовятся использовать оленьи и собачьи упряжки и даже строить иглу.
Военнослужащие армейского корпуса ОСК «Северный флот» принимают участие в 20 конкурсах АрМИ-2020. Также в зимнем периоде обучения было проведено 12 батальонных и дивизионных тактических учений с боевой стрельбой.
4 июля 2023 года газета «Известия» сообщила, что 14-й армейский корпус будет преобразован в новую общевойсковую армию с новыми мотострелковыми бригадами, дивизиями и полками. Кроме того, они сообщили, что 200-я отдельная мотострелковая бригада и 80-я арктическая мотострелковая бригада будут объединены в новую мотострелковую дивизию, которая станет первым компонентом новой общевойсковой армии.
28 ноября 2023 года СМИ сообщили о гибели заместителя командующего корпусом генерал-майора Владимира Завадского в ходе войны с Украиной.

## Состав

### 2025 год
- управление (г. Мурманск)[1];
- 71-я гвардейская мотострелковая Печенгская Краснознамённая, ордена Кутузова дивизия (пгт Печенга)[3];
- 80-я отдельная мотострелковая бригада (п. Алакуртти);
- 104-я артиллерийская бригада
- 58-й отдельный батальон управления (г. Мурманск)[1].
- 71-я тактическая (арктическая) группа (о. Земля Александры).
- 99-я тактическая группа (о. Котельный).

## Командиры корпуса
- генерал-лейтенант Краев, Дмитрий Владимирович (2017—2022)
- генерал-майор Фомичёв Борис Июльевич (с 18.02.2022)[7]